# Anua viridipicta
Anua viridipicta là một loài bướm đêm trong họ Erebidae.